# 12100 Amiens
12100 Amiens este o planetă minoră (asteroid), cu un diametru de 2,604 km, din centura de asteroizi. A fost descoperită pe 25 aprilie 1998 la Observatorul European Austral de Eric Walter Elst și a fost numită după Amiens. 
Obiectul prezintă o orbită caracterizată de o semiaxă mare de 2,5970768 UAi, o excentricitate de 0,04, o înclinație de 2,70678 ° în raport cu ecliptica.